# 三春老樹
24°00′28″N 120°34′21″E / 24.007756°N 120.572390°E
三春老樹，是位於臺灣彰化縣花壇鄉永春村油車巷的茄苳樹，被居民視為神樹，因統一企業麥香奶茶廣告而知名度大開。

## 樹身狀況
2011年、2012年、2015年等報導時，在花壇鄉永春村油車巷田野間的三春老樹高近13公尺，胸圍達4.1公尺。台灣護樹團體聯盟成員陳元銘曾稱讚此樹由於四周稻田環繞，還有油菜花、向日葵花田點綴，四季各有特色，尤其傍晚期間，夕陽餘暉更添老樹幽美，認為比金城武樹還美。樹前還有一座小廟，建廟傳說是一名老農想砍此樹，卻發現樹傷口會癒合，消息傳開後，當地人就在樹前蓋了廟。

## 環境保育

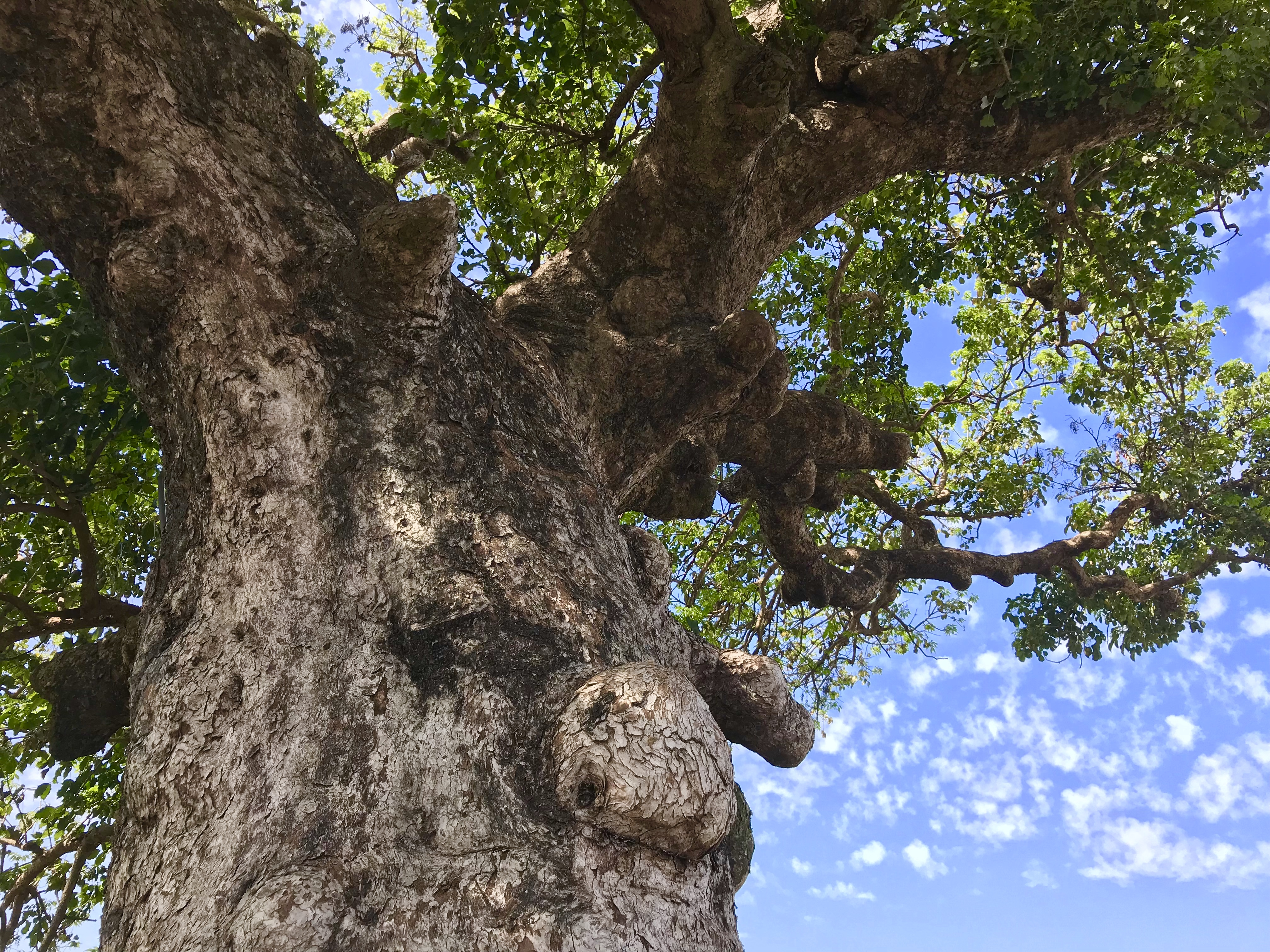
三春老樹頂端

1990年代，從員林鎮遷居來的曹煚琮到花壇鄉從事拖鞋製造，發現附近的三春老樹因田野小路鋪設柏油，使得地表全被封死，加上樹四周的稻田和路面落差極大，可能造成樹根吸取水分的困難，讓樹將近枯死。樹根下還有兩棵大洞，是大家樂流行時，賭迷認定樹老就有神，就在樹根部用紙錢焚燒求取明牌，導致樹根被燒出大洞。
認為老樹若活得好的話，訂單也會好的曹煚琮，在下班時間剷掉老樹根地表的柏油，並買了樹旁的一塊農地讓老樹可扎根；又向栽種果樹的朋友探問治蟲藥方，利用清晨、黃昏定期灑驅蟲藥水，直到老樹逐漸長出新嫩綠葉來。他原想於樹旁加裝抽水馬達引水灌溉，但老樹周邊的農田主人拒絕讓出角落鑿井，好在另外一邊的農地上獲得同意，使他方便從二百公尺外的家裡拉線引來電源，定時抽取地下水灌溉老樹。他亦在樹上加裝一盞日光燈，使該樹在夜晚的田中像是一座奇特的燈塔，也因此被附近居民戲稱為老茄冬樹的主人。
2001年5月初，文史工作者蔣敏全來此樹參觀時，建議裝上避雷針，但縣府要求經費無著。曹煚琮得知後主動捐錢安裝避雷針，還說老茄苳照顧得好，訂單就源源來。
2001年，屏東科技大學畢業、主修景觀設計的黃壽山服完兵役返鄉後，得知苗栗縣觀光向日葵花園經營成功，因他個人也很喜歡向日葵，就從網路上取得向日葵種植的資訊，在此樹旁租用一塊一公頃的田地，自己動手規劃成觀光花田。他以分隔區塊方式，將田分成約各一百多坪的小區塊輪流種，讓每日都有向日葵花期。當他提出租地規劃花圃計畫時，原先受到父親反對，只好自己奮鬥，除白日忙於向日葵花圃，晚上到貨運公司當搬運工，後來父親也加入向日葵種植行列。此外，黃壽山還種植園藝花材唐棉，吸引大批樺斑蝶來此。

## 觀光熱潮
在2000年報導時，已說此樹已成為好幾個人壽公司的廣告明星，在總統選舉熱潮時，各黨派的宣傳影片裡都有該樹的身影，也吸引各地來的文化人士結伴到此遊玩或觀看老樹。如有一個汽車廣告是將此棵大樹掛滿五顏六色的燈泡，然後一輛汽車緩緩駛進、定格。花壇鄉公所秘書葉論珍在2001年5月時介紹說，據說以這棵為主題的作品經常得到大獎，因此攝影界人士稱它是「職業樹」，像是上個月來自台北的空中大學攝影社團，就包遊覽車專程南下參觀攝影。

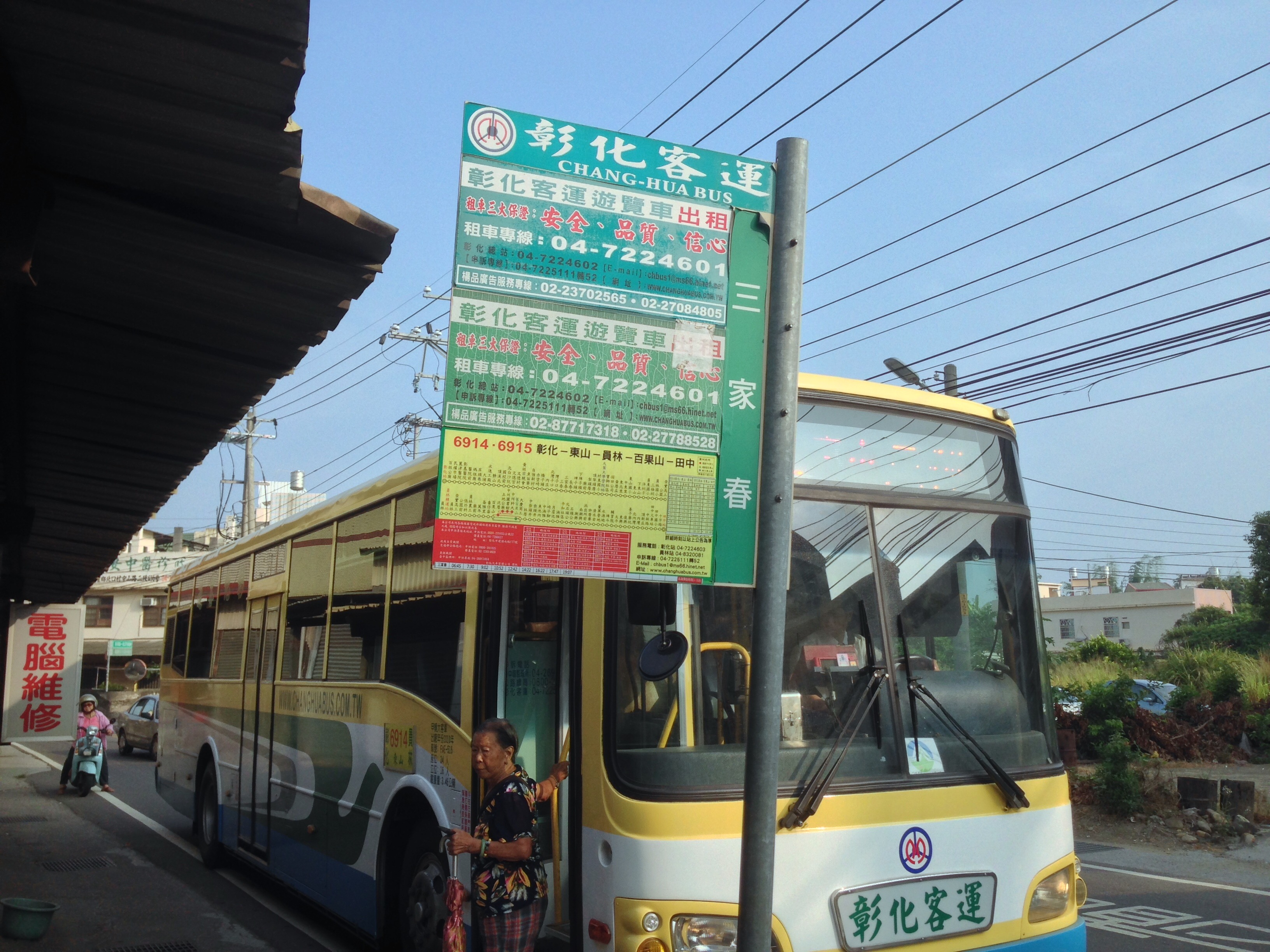
三家春站牌

原先此樹旁都是稻田，自2001年前黃壽山後種植向日葵後，吸引民眾來此拍旅遊、婚紗照等，其他花農見有商機，陸續在黃壽山農地的周圍種植花卉。2002年，麥香奶茶廣告到此老茄冬樹取景。片中一群青少年騎自行車，迎著陽光，經過三春老樹，在樹前的向日葵田裡採花與啜飲飲料，搭配一句「原來我們這麼近」的廣告詞，讓老樹知名度大漲。同年就有一名花壇鄉黃姓讀者傳真說此樹近來成為電視廣告拍攝的景物，吸引民眾慕名而來，但這棵老樹地處偏僻，建議鄉公所或廠商贊助設置路標指引。該廣告詞也得到2004年的第11屆廣告流行語金句獎的銅牌獎。
蔣敏全指出，當時廣告業者看中這棵矗立田野間的老樹，前來拍廣告，沒想到老樹一炮而紅，加上周邊有大片的向日葵花田、稻田，吸引各地攝影家前來取景，遊客暴增，大大帶動了花壇鄉的休閒觀光產業。除麥香廣告讓三春老樹爆紅外，再加上彰化在2004年舉行台灣花卉博覽會，帶動附近三春老樹有近十家農園轉型為休閒農場，如有與老樹同名的「三春老樹休閒農園」等。還有一名大葉大學的應屆畢業生張恩誠，以一年時間拍攝該樹的各時段畫面，然後以在一張颱風天過後，稻穗傾倒、天空雲彩飛散，老樹依然屹立的照片，得到第2屆中區大專杯攝影比賽特優獎。
記者推薦遊客可從中二高接台74線在彰化接74甲至縣道137號；或中二高快官交流道往彰化市方向接台76線後左轉彰員路（縣道137號）前行到油車巷右轉直走就可見到；亦可在彰化市搭彰化客運到三家春站下車走來。

## 回歸平靜
後來，還有農民因擔心自家稻田被丟垃圾，乾脆在三春老樹旁圍起鐵籬。對此，陳元銘抱怨嚴重破壞美感，應趕快拆除恢復舊觀；蔣敏全則講自從老樹下被搭建鐵棚、放置雜物後，就從此不攝影了，因為美都被破壞光了；攝影愛好者郭家圖，曾以三春老樹等系列照獲獎並舉辦攝影展，也希相關單位能設法改善，恢復原有景觀。

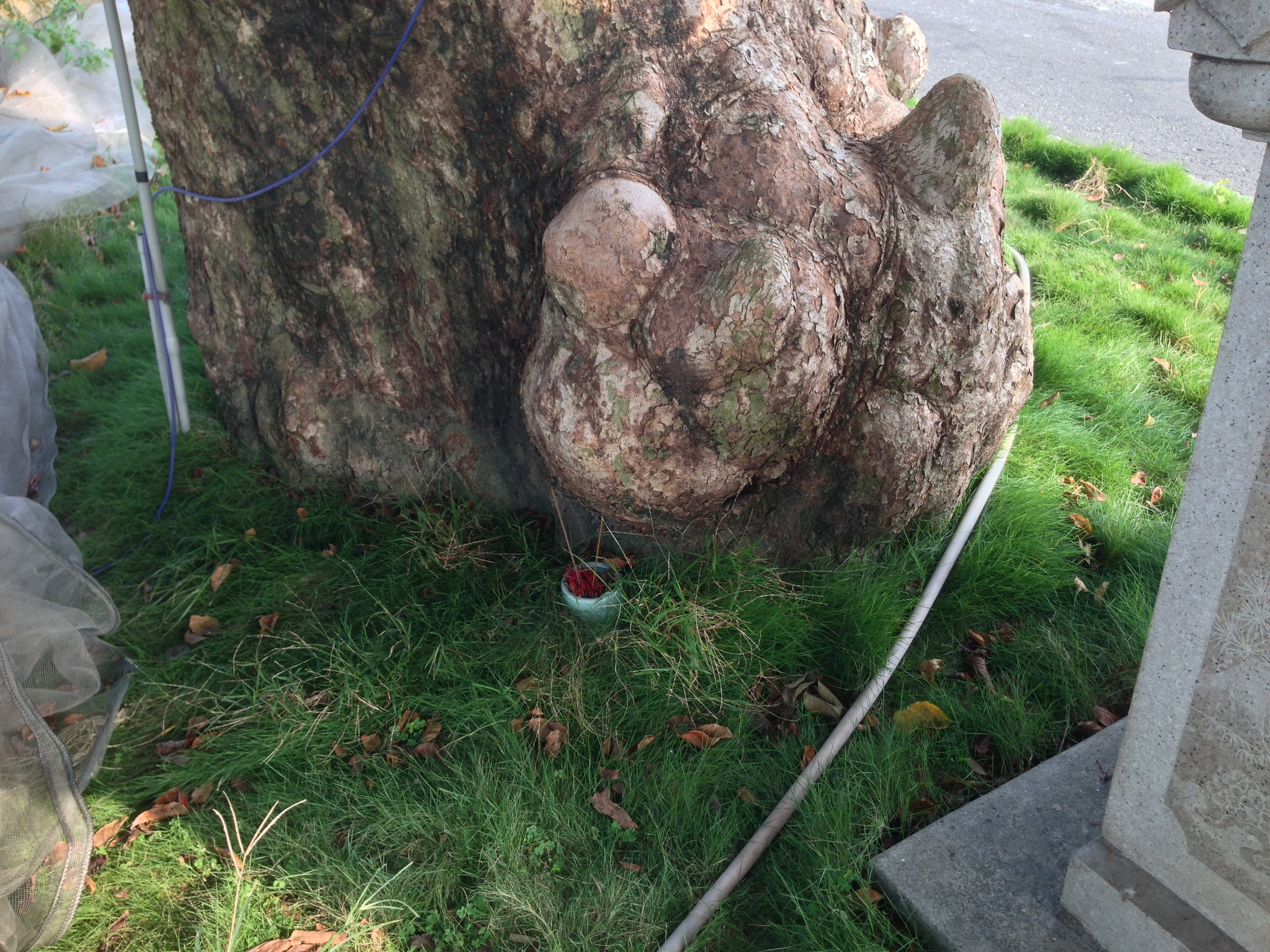
三春老樹根部

除鐵籬外，還有人在樹旁放置涼亭、石椅，供人乘涼，和原有的自然景觀完全不搭，讓攝影家認為景觀惡化，遊客也驟減。三春老樹熱潮持續近十年，隨著種植向日葵業者不再有意願經營，以及鐵籬破壞風景，加上公部門未積極介入輔導，沒有創造出新的觀光價值，導致風潮不在，約2012年左右，附近業者全歇業。一名在附近下田的老人施清火，回想三春老樹最風光時，車流及人潮踴躍，但說讓三春老樹回歸自然，沒有什麼不好。
鄉長李成濟在2014年報導時回應會將召集地方民眾進行協調，改善突兀的建物；次年則回應這塊鐵籬的土地所有人是屬於私人土地，鄉公所實無權強制拆除，不過為會與搭建者或土地所有權人進行協調，改善或全部拆除突兀的鐵籬建物。之後2016年，花壇鄉公所以彩繪稻田，整合螢火蟲觀光資源，企圖重振當地觀光。次年離三春老樹不遠的三家春段八七六地號，高11公尺、寬78公尺的彩繪牆在2月26日揭幕。同年8月，鄉公所在樹旁周邊彩繪牆前種植8.5分地面積的向日葵，有荷蘭夏紅、泰國火星、北海道太陽神花等品種，以吸引觀光人潮。

## 外部連結
- 統一麥香奶茶-向日葵之旅篇(三春老樹) - YouTube（页面存档备份，存于）